# André 3000
André 3000, pseudonimo di André Lauren Benjamin (Atlanta, 27 maggio 1975), è un rapper, cantante, polistrumentista, produttore discografico e attore statunitense, noto per far parte del duo hip hop degli OutKast.

## Biografia

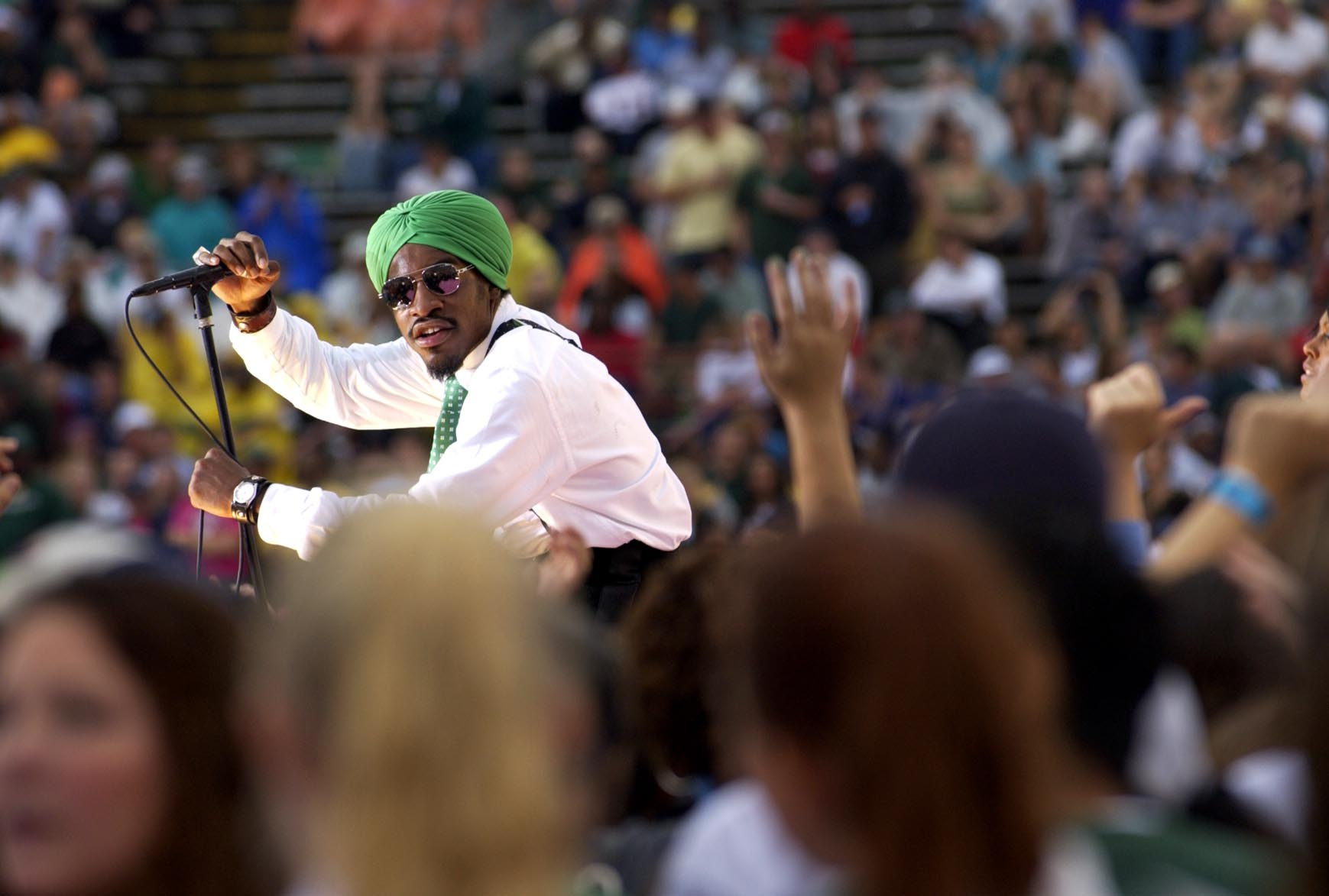
André 3000 in concerto nel 2003

Nato nel 1975 da Sharon Benjamin, madre single che lo cresce da sola ad Atlanta. Benjamin, con lo pseudonimo André 3000 fonda assieme all'amico Big Boi il duo hip hop degli OutKast. Il duo, formato nel 1994, conosce la grande popolarità nel 2000 grazie all'album Stankonia ed al singolo Ms. Jackson, successo bissato nel 2003 con l'album Speakerboxxx/The Love Below, che propone una miscela perfetta tra hip hop, R&B, funk e jazz, e trascinato dal singolo Hey Ya!.
Parallelamente alla carriera da musicista e cantautore, inizia a lavorare come attore debuttando nel film del 2003 Hollywood Homicide. Successivamente partecipa ai film Be Cool di F. Gary Gray, Four Brothers - Quattro fratelli di John Singleton e Revolver di Guy Ritchie. Nel 2006 è protagonista di Idlewild, film musicale di cui ha curato anche la colonna sonora realizzando un album omonimo. Sempre nel 2006 crea la serie animata intitolata Classe 3000 e presta la voce al personaggio di Sunny Bridges. Nel 2013 interpreta Jimi Hendrix nel film Jimi: All Is by My Side.
Dopo un lungo periodo di silenzio, il 13 maggio 2018 torna con l'EP Look Ma No Hands, composto da due tracce (una in collaborazione con James Blake) e pubblicato in occasione della Festa della mamma.
Dopo essere apparso in diversi brani, tra cui Life of the Party di Kanye West e Scientists & Engineers di Killer Mike, quest'ultima nominata ai Grammy Awards 2024 come miglior canzone rap e come miglior interpretazione rap, il 17 novembre 2023 pubblica il suo primo album in studio da solista New Blue Sun, un album strumentale in cui Benjamin suona il flauto.

### Vita privata
André ha avuto una lunga relazione con la cantante Erykah Badu, con la quale ha avuto un figlio, Seven Sirius Benjamin, nato nel 1997.

## Discografia

### Da solista

#### Album in studio
- 2025- 7 Piano Sketches
- 2023 – New Blue Sun

#### Colonne sonore
- 2007 – Class of 3000: Music Volume One

#### EP
- 2018 – Look Ma No Hands

#### Singoli

##### Come artista principale
- 2021 – Life of the Party (con Kanye West)
- 2023 – Scientists & Engineers (con Killer Mike feat. Eryn Allen Kane e Future)

##### Come artista ospite
- 2004 – Millionaire (Kelis feat. André 3000)
- 2007 – What a Job (Devin the Dude feat. André 3000 e Snoop Dogg)
- 2008 – Royal Flush (Big Boi feat. André 3000 e Raekwon)
- 2008 – Green Light (John Legend feat. André 3000)
- 2011 – Dedication to My Ex (Miss That) (Lloyd feat. André 3000)
- 2011 – Party (Beyoncé feat. André 3000)
- 2011 – Play the Guitar (B.o.B feat. André 3000)
- 2012 – I Do (Young Jeezy feat. Jay-Z e André 3000)
- 2012 – DoYaThing (Gorillaz feat. James Murphy e André 3000)
- 2012 – Sorry (T.I. feat. André 3000)

## Filmografia

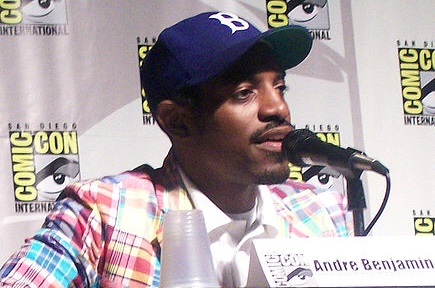
Benjamin al San Diego Comic-Con International nel 2007

- Volcano High, regia di Tae-gyun Kim (2001)
- Hollywood Homicide, regia di Ron Shelton (2003)
- Be Cool, regia di F. Gary Gray (2005)
- Four Brothers - Quattro fratelli (Four Brothers), regia di John Singleton (2005)
- Revolver, regia di Guy Ritchie (2005)
- The Shield – serie TV (2002-2008)
- Idlewild, regia di Bryan Barber (2006)
- Class of 3000 – serie TV (2006-2008)
- La tela di Carlotta (Charlotte's Web), regia di Gary Winick (2006)
- Battle in Seattle - Nessuno li può fermare (Battle in Seattle), regia di Stuart Townsend (2007)
- Semi-Pro, regia di Kent Alterman (2008)
- Jimi: All Is by My Side, regia di John Ridley (2013)
- American Crime, regia di John Ridley – serie TV (2016)
- High Life, regia di Claire Denis (2018)
- Messaggi da Elsewhere, (Dispatches from Elsewhere) – serie TV (2020)
- Showing Up, regia di Kelly Reichardt (2022)
- Rumore bianco (White Noise), regia di Noah Baumbach (2022)

## Doppiatori italiani
Nelle versioni in italiano delle opere in cui ha recitato, André 3000 è stato doppiato da:
- Christian Iansante in The Shield (ep. 3x15), Be Cool
- Roberto Draghetti in Four Brothers - Quattro fratelli
- Marco Baroni in Revolver
- Andrea Zalone in Class of 3000
- Pino Insegno ne La tela di Carlotta
- Alessandro Rigotti in The Shield (ep. 7x13)
- Luigi Ferraro in Battle in Seattle - Nessuno li può fermare
- Roberto Gammino in Semi-Pro
- Carlo Scipioni in Jimi: All Is by My Side
- Fabrizio Russotto in High Life